# Колчино (Нижегородская область)
Колчино — опустевшая деревня в Тонкинском районе Нижегородской области. Входит в сельское поселение  Вязовский сельсовет.

## География
Находится на расстоянии примерно 12 километров по прямой на восток-северо-восток от районного центра поселка Тонкино.

## История
Известна с 1891 года, когда в ней было учтено дворов 17 и жителей 110, в 1905 году 28 и 161 соответственно. В 1926 было учтено дворов 37 и жителей 178. 

## Население
Постоянное население  составляло 5 человек (русские 100%) в 2002 году, 0 в 2010 .